# Олег Кушнір
Олег Кушнір (нар. 20 липня 1986) — український фотограф, художник та відеограф. Він є власником бренду okcreativeproduction, проводить персональні виставки в Україні та за кордоном. Є рекордсменом Української книги рекордів Гіннесу.

## Життєпис
Кушнір здобув ступінь магістра у Харківському державному університеті харчування та торгівлі у галузі "Облік і аудит" зі спеціалізацією у "Економіці підприємства"  у період з 2004 по 2011 роки.
Кушнір заснував студію okcreativeproduction в 2010 році.
Починаючи з 2011 року він проводить майстеркласи в Україні та за кордоном.
Після закінчення навчання у 2011 році він приєднався до фотографічної студії та фотографічної школи "Positive+" у Харкові. У цій компанії він працював як фотограф, відеограф та майстер фотографії. Він займався зйомкою в різних оточеннях, обробкою фотографій, зйомку авторських та комерційних програм, включаючи концертні виступи, виконував роль оператора студії під час прямих ефірів та запису програм. 
У травні 2013 року Кушнір приєднався до "Інтурбізнесцентр "Дружба"" у Харкові, де він працював як менеджер з реклами та фотокореспондент. Також кілька років працював фотографом, відеографом та кореспондентом нічних клубів Харкова.
15 лютого 2022 року відбулося відкриття виставки колекції робіт Кушніра під назвою «Злиття чоловічого та жіночого», яка була внесена до Книги рекордів України як найбільша кількість мініатюрних фотографій.

## Робота у шоу-бізнесі
Співпраця Олега Кушніра з особистостями шоу-бізнесу.
|    | Знаменитість        | Опис співпраці |
| 1  | Наталія Могилевська | Фотозйомка для журналу "Viva", співпраця з "Talent Group" |
| 2  | Лара Фабіан         | Зйомка презентації фільму "Mademoiselle Zhivago" |
| 3  | Світлана Лобода     | Фотозйомка на різних всеукраїнських турах 2014-2016, «Под запретом» (2014), «Пора домой» (2016), зйомка бекстейджу відео Loboda feat Emin «Смотришь в небо» (2014) та «Облиш»(2015), фотозйомка концертного туру 2016-2017 «К черту любовь» |
| 4  | Тетяна Денисова     | Фотозйомка для журналу "Viva" |
| 5  | Сабіна Бабаєва      | Портретна фотографія для рекламних блотерів з запрошенням на "Євробачення 2012" |
| 6  | Quest Pistols Show  | Художня зйомка концерту у Харкові |
| 7  | Віталій Козловський | Бекстейдж зйомка відеокліпу "Не отавляй меня" та презентації відео |
| 8  | Анна Сєдокова       | Зйомка концертів, бекстейджу відеокліпу "Пока милый", рекламна зйомка для компанії Volvo |
| 9  | Анна Завальська     | Бекстейдж фото для відеокліпу "Crime & Retribution" (2015) |
| 10 | Время и Стекло      | Бекстейдж фото для відеокліпів "Имя 505" та "Навернопотомучто" |
| 11 | Ольга Полякова      | Співпраця в двох концертах, бекстейдж фото для відеокліпу «О боже, как больно!» |
| 12 | David Guetta        | Участь у спільних проєктах та співпраця з музикантами |

## Виставки
Гра тіней на жіночому тілі — 2021, Вінниця, Україна
Еко-сучасність — 2021, Київ, Україна
Lineare Schattenabstraktion — 2021, Zurich, Швейцарія
Chiaroscuro Laws — 2021, Цюрих, Швейцарія
Найбільша кількість мініатюрних фотографій — 2022, Київ, Україна